# Józef Boruwłaski

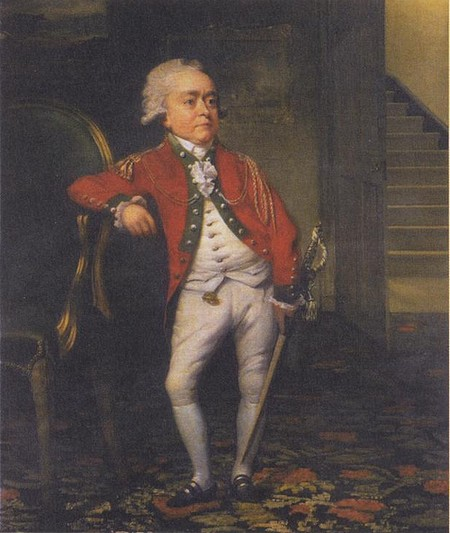
Józef Boruwłaski, retrato de 1782.

Józef Boruwłaski (noviembre de 1739–5 de septiembre de 1837) fue un músico y enano polaco que visitó las cortes europeas y la otomana, siendo considerado el último enano de corte de la historia europea.

## Primeros años
Józef Boruwłaski nació cerca de Halicz entonces en Polonia, en noviembre de 1739. Sus padres parecen haber sido nobles empobrecidos, pero es imposible que Józef tuviera realmente el título de 'Conde' porque no existían títulos aristocráticos polacos similares. Esto podría ser el origen de la práctica decimonónica de dar a enanos del espectáculo títulos militares, como el general Tom Thumb. Dos de sus cinco hermanos eran también enanos, pero otro de ellos alcanzó 1,93 m de altura, y murió en batalla como soldado. Dadas las proporciones de su cuerpo, y el hecho de que en la edad adulta a veces era confundido con un niño pequeño, probablemente Józef era un enano hipofisario o proporcionado, no un más común enano acondroplásico. La Starostin de Caorlix se fijó en el pequeño y lo adoptó implícitamente. Después de su matrimonio, la condesa Humiecka tomó a Boruwłaski bajó su protección y le llevó a su propiedad en Rychty en Podolia. Aprovechando su nuevo estado civil, la condesa persuadió a la Starostin de abandonar a su protegido al recordarle la vieja superstición de que una mujer que ve a un enano durante el embarazo puede dar a luz un enano.

## Gira europea
Cuando Boruwłaski tenía quince años y 64 cm, la condesa lo llevó a Viena, donde lo presentó a la emperatriz María Teresa, a la que Józef describe en su autobiografía como la 'Reina de Hungría'. Boruwłaski, educado y conocedor del protocolo, impresionó tanto a las hijas de la emperatriz que una de ellas le regaló de inmediato uno de los anillos de diamantes que portaba. La historia afirma que la niña era María Antonieta, pero las fechas no concuerdan; Boruwłaski pudo haberse confundido porque todas las hijas de la soberana tenían de primer nombre 'María'.
Más tarde la condesa le llevó a Lunéville para ver al exrey de Polonia, Estanislao Leszczyński. Allí despertó los celos de Nicolas Ferry, el enano de la corte de Leszczyński, apodado Bébé. En una ocasión Ferry atacó a Boruwłaski e intentó lanzarle al fuego de la chimenea; Leszczyński los separó y ordenó azotar a Ferry.
Luego, en 1760, la condesa Boruwłaski lo llevó a París, donde frecuentó la corte y fue invitado a bailes de máscaras y desfiles festivos. También desarrolló el hábito de beber nada más que agua, para cuidar su salud. Se informó que había alcanzado los 71 cm (28 pulgadas) a los 22 años.
La próxima parada fue La Haya donde de nuevo impresionó a las damas de la corte con su educación y encanto. En su viaje a Varsovia a través de Alemania, Boruwłaski se enamoró de una actriz en una compañía de comediantes franceses. Sus sentimientos no fueron recíprocos.

## Estanislao II de Polonia

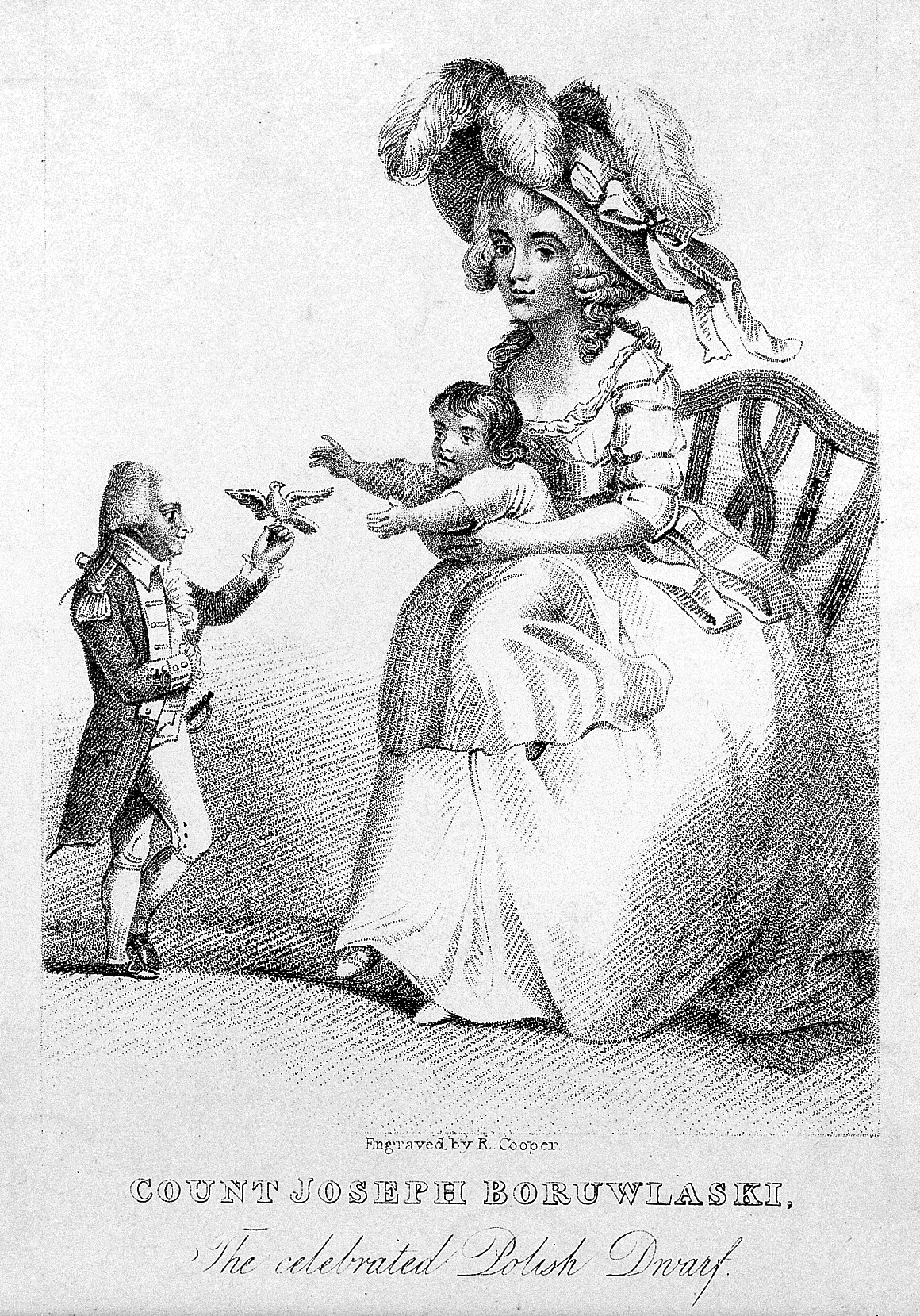
Joseph Boruwlaski con su esposa e hija, grabado inglés.

Cuando Estanislao II accedió al trono de Polonia, le tomó bajo su protección. Cuando Boruwłaski se enamoró de una nueva dama de compañía de la condesa, Isalina Barbutan, la condesa le echó. El rey intercedió a su favor, concediéndole una pequeña pensión y un guardián para acompañarle en sus viajes, y, con el respaldo real, se casó con Isalina. Al principio, Isalina, hija de un matrimonio francés que se había establecido en Polonia, era reticente a casarse con Józef, pero él la bombardeó con cartas de amor hasta que se ganó su corazón.
A los 25 años, Boruwłaski medía 89 cm (35 pulgadas), y cinco años después, alcanzaba los 99 cm (39 pulgadas), su altura definitiva, aunque su amigo el actor Charles Mathews creía que aún creció unos pocos centímetros más en su vejez.

## Un recorrido adicional
Decidió realizar una nueva gira y en noviembre de 1780 salió de Varsovia con su mujer y cartas reales de presentación. En Cracovia Isalina dio a luz una hija, de estatura común, y continuaron hasta Viena en febrero de 1781. Allí fue presentado al embajador británico Robert Murray Keith que le invitó a Inglaterra. Entretanto, Boruwłaski dio conciertos en Viena, tocando sus propias composiciones. Józef era un violinista talentoso y guitarrista, y capaz de bailar mientras tocaba la guitarra, incluso a edad muy avanzada.
Desde Viena visitaron Alemania, Turquía y el norte. Cuando finalmente decidieron partir para Inglaterra, su barco casi se hundió en una tormenta antes de lograr atracar en Margate. En Londres, Boruwłaski obtuvo la protección del duque de Devonshire y de su famosa esposa Georgiana, duquesa de Devonshire. Józef fue incluso presentado ante el futuro rey Jorge IV y finalmente al resto de la familia real. Jorge IV le regaló dos relojes, uno cuando todavía era príncipe de Gales. Józef utilizaba el título de Comte (Conde) Boruwłaski y organizó conciertos por suscripción. También conoció al gigante irlandés Patrick Cotter y al famoso obeso Daniel Lambert.
Entre 1783-1786 realizó una gira por Escocia e Irlanda. Al oír rumores de que Józef estaba ganando mucho dinero con su música, el rey de Polonia le retiró la pensión. Boruwłaski volvió brevemente a Polonia pero pronto regresó a las islas británicas y en julio de 1791 estaba otra vez de gira y en 1795 visitó de nuevo Irlanda. Las apariciones en Inglaterra incluyeron York en 1785 y 1789, y Leeds y Beverley en los años 1790.

## Problemas de dinero
A pesar de que por temporadas fue capaz de ganarse razonablemente la vida con sus conciertos, los problemas y los gastos de las giras a veces ponían en dificultades monetarias a Boruwłaski. A su esposa no le gustaba viajar, y a menudo pretextaba enfermedades para quedarse en casa. Los problemas financieros forzaron a Józef a exhibirse por dinero (lo cual encontró profundamente humillante) y a publicar tres ediciones diferentes de su autobiografía, la última publicada en Durham en 1820.

## Retiro en Durham
Finalmente, en su vejez, Boruwłaski aceptó una oferta para vivir en Durham, de Thomas Ebdon, organista de la Catedral de Durham. Boruwłaski vivió en Banks Cottage, Durham con las hijas solteras de Thomas Ebdon, y adquirió un anualidad para sus años de jubilación. La anualidad había sido comprada a un tendero local, que Józef reclamó en su autobiografía, había creído que un enano como Józef no viviría mucho más.
Como su amigo Ebdon era francmasón, puede haber sido a través de él que el 7 de octubre de 1806, Boruwłaski fue nombrado miembro honorario de la gran logia Granby de Durham.
Józef también fue amigo de otro residente importante de Durham, el actor Stephen Kemble de la famosa familia Kemble.

## Muerte y monumentos
Józef Boruwłaski murió en Durham, el 5 de septiembre de 1837, a la edad de 97 años. Fue enterrado en la catedral de Durham junto a su amigo Stephen Kemble.
Hay una estatua a tamaño natural de él en el Ayuntamiento de Durham, junto con una pequeña exhibición de efectos personales conservados, incluyendo un traje, sombrero, bastón de paseo, silla y violín. El Ayuntamiento también guarda una pintura grande al óleo de Józef anciano. Un templete griego tetrástilo, restaurado en 2007, se halla a orillas del río Wear en Durham: en la aun llamada 'Count House' y su posición sugiere que pudo haber sido una extravagancia ornamental en el jardín de la casa. Hay una colección de documentos contemporáneos relacionados con el llamado en Durham 'Pequeño Conde' en la biblioteca Place Green de la Universidad de Durham.